# Fraser-Spirale

Fraser-Spirale

Die Fraser-Spirale ist eine optische Täuschung, die erstmals 1908 vom britischen Psychologen James Fraser beschrieben wurde.
Die Illusion ist im Englischen auch bekannt unter Namen, die sich übersetzen lassen als falsche Spirale und Gedrehte-Schnur-Illusion. Die überlappenden Bogensegmente erscheinen schwarz und scheinen eine Spirale zu bilden, jedoch sind die Bögen eine Reihe von konzentrischen Kreisen.
Die visuelle Verzerrung wird durch Kombinieren eines regelmäßigen Linienmusters (Kreise) mit fehlausgerichteten Teilen (den unterschiedlich gefärbten Strängen) hergestellt. Die Zöllner-Täuschung und die Café Wall Illusion basieren auf einem ähnlichen Prinzip, wie viele andere visuelle Effekte, bei denen eine Folge von geneigten Elementen bewirkt, dass das Auge Phantom-Wendungen und Abweichungen zu erkennen vermeint.
Die Illusion wird durch die spiralförmigen Komponenten im karierten Hintergrund verstärkt.